# The Chosen Ones
The Chosen Ones es un álbum recopilatorio de la banda finlandesa de Power Metal, Stratovarius. Este es el último disco de Stratovarius con la compañía discográfica T&T Records salió a la venta el 9 de noviembre de 1999. Alcanzó el puesto número 7 y permaneció ahí por 6 semanas en Finlandia. Este es el primer disco lanzado a nivel mundial con grandes canciones desde el Twilight Time lanzado en 1992 al Destiny lanzado en 1998. Es un álbum creado por una votación en la página web oficial de la banda donde los fans elegían las mejores canciones para el disco.

## Lista de canciones
1. "Black Diamond" – 5:41
2. "Twilight Time" – 5:52
3. "Father Time" – 5:05
4. "The Hands Of Time" – 5:37
5. "Dream With Me" – 5:14
6. "Paradise" – 4:28
7. "Out Of The Shadows" – 4:11
8. "Forever" – 3:09
9. "Full Moon" – 4:33
10. "Kiss of Judas" – 5:50
11. "S.O.S." – 4:19
12. "Dreamspace" – 6:00
13. "Against The Wind" – 3:49
14. "Speed Of Light" – 3:08
15. "4000 Rainy Nights" – 5:51
16. "Will The Sun Rise?" – 5:06

## Créditos
- Timo Kotipelto - Voces (1,3,5,6,8,10,11,13-16)
- Timo Tolkki - Guitarra (1-16) Voz (2,4,7,9,12) Bajo (2,4,7)
- Jari Kainulainen - Bajo (1,3,5,6,9-16)
- Jens Johansson - Teclado (1,3,5,6,8,10,11,13-16)
- Antti Ikonen - Teclado (2,4,7,9,12)
- Jörg Michael - Batería (1,3,5,6,8,10,11,13-16)
- Tuomo Lassila - Batería (2,4,7,9,12)

## Posicionamiento
Álbum
| Año  | Lista     | País                 | Posición |
| ---- | --------- | -------------------- | -------- |
| 1999 | Finlandia | Bandera de Finlandia | 7        |